# Rio Sapão
O rio Sapão está localizado no povoado de São Marcelo (município de Formosa do Rio Preto). É o principal afluente do rio Preto.
Com uma extensão de 200 quilômetros, largura de 10 metros e 5 metros de profundidade, o rio Sapão é todo navegável.